# Projekt CIVITAS II CARAVEL

## Projekt CiViTAS II – CARAVEL

### Program CIVITAS
Inicjatywa CIVITAS II obejmująca swoim zakresem lata 2005–2009 powstała w ramach 6. Programu Ramowego Unii Europejskiej – „Integrowanie i wzmacnianie obszaru badań europejskich”. Nazwę CIVITAS utworzono od pierwszych liter słów: CIty, VITAlity, Sustainability (miasto, witalność, stabilność). CIVITAS II jest kontynuacją działań, zainaugurowanej na początku 2002 roku w ramach V Ramowego Programu Badawczego, inicjatywy CIVITAS I (2002–2005), w której brało udział 19 miast zgrupowanych wokół 4 projektów demonstracyjnych. Natomiast W CIVITAS II w 4 nowatorskich projektach uczestniczy 17 metropolii z różnych państw. Do 4 projektów organizowanych w ramach programu CIVITAS II należą:
- CARAVEL
- MOBILIS
- SUCCESS
- SMILE

Inicjatywa CIVITAS objęła łącznie 36 miast z całej Europy, które otrzymały od Unii Europejskiej dofinansowanie kosztów przedsięwzięć na rzecz zrównoważonego transportu w tych jednostkach miejskich. Kraków jest jedynym polskim miastem uczestniczącym w drugiej edycji programu CIVITAS, w pierwszej uczestniczyła Gdynia (w projekcie o nazwie TELLUS). Wszystkie miasta europejskie biorące udział w projekcie otrzymały dotacje z funduszy unijnych, wynoszące do roku 2007 w sumie 100 mln euro, a łączny budżet wszystkich projektów przekroczy 300 mln euro. Za pomocą programu CIVITAS Komisja Europejska wspiera i ocenia wdrażanie ambitnych, zintegrowanych i stabilnych projektów związanych z unowocześnianiem i poprawą transportu miejskiego, które mają w znaczący sposób zmienić jakość życia mieszkańców poszczególnych miast.

### Projekt CARAVEL
W ramach programu CIVITAS II powstał projekt CARAVEL „Podróżowanie w stronę nowej mobilności” (ang. Traveling Towards a New Mobility), którego realizacja skupiona jest w czterech europejskich miastach, w Genui (jest ona liderem projektu), Krakowie, Burgos i Stuttgarcie, Konsorcjum projektu jest złożone z 21 partnerów (operatorzy transportu publicznego, partnerzy przemysłowi, instytucje naukowe oraz przede wszystkim władze miast) pochodzących z Włoch (Genui), Hiszpanii (Burgos), Polski (Krakowa) i Niemiec (Stuttgartu). Projekt CARAVEL umożliwia metropoliom zwiększenie wydajności transportu publicznego oraz jego uekologicznienie przy pomocy pakietu rozwiązań technologicznych i konkretnych środków polityki.
Końcowa konferencja podsumowująca prace prowadzone w ramach projektu CIVITAS II – CARAVEL będzie mieć miejsce w Tuluzie w dniach 21.01.2009–23.01.2009.

### Misja i cele projektu CIVITAS II – CARAVEL
„Burgos, Genua, Kraków i Stuttgart zamierzają ustanowić nową kulturę ekologicznie czystego transportu w ramach miast europejskich jako wsparcie ciągłego rozwoju, dla dobra obywateli oraz bezpiecznego dostępu dla wszystkich”. Zadaniem wymienionych miast jest opracowanie i implementacja strategii zawierającej schematy rozwoju środków transportu miejskiego, umożliwiającej jego efektywniejsze wykorzystanie i zrównoważony rozwój.
Priorytetem projektu CARAVEL jest poprawa sytuacji komunikacyjnej miast, w tym przeciwdziałanie zatłoczeniu na drogach, przy jednoczesnym zapewnieniu wysokiego standardu środowiska, a ponadto utrzymanie funkcji socjoekonomicznych oraz poprawę dostępności tych 4 metropolii, co ma w istotny sposób wpłynąć na jakość życia mieszkańców